# Gandula
Gandula (português brasileiro) ou apanha-bolas (português europeu) é a pessoa responsável por buscar as bolas que são jogadas para fora do campo em uma partida de futebol e as repôr para que o jogo tenha continuidade. Localizados atrás dos gols e atrás das placas de publicidade dos estádios, eles ficam estrategicamente localizados para permitir a rápida continuidade do jogo quando as bolas saem pela lateral ou pela linha de fundo. Em partidas de campeonatos importantes ou com melhor estrutura, os gandulas têm sempre uma bola à mão, para repôr em campo imediatamente. Embora sua atuação não seja essencial para a realização das partidas, eles servem para dar mais agilidade ao jogo e podem até influenciar o resultado. Agilidade e neutralidade em relação aos times são características essenciais para desempenhar essa função. Outros esportes praticados no Brasil que também utilizam bolas adotaram o termo gandula para se referir às pessoas responsáveis por retirar as bolas da quadra (no caso do tênis) ou repôr a bola.

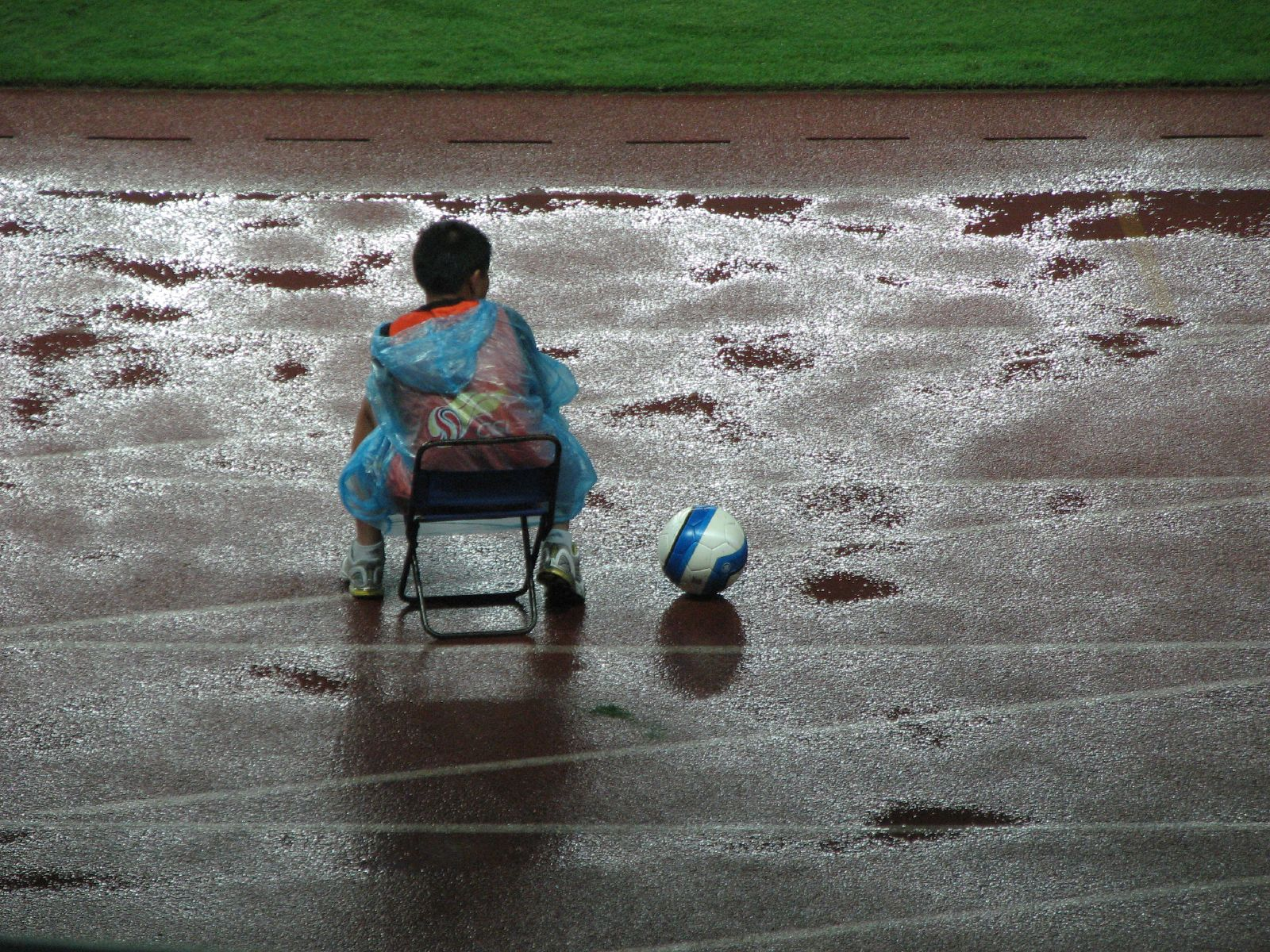
Um gandula/apanha-bolas a observar a partida com uma bola reserva

Ser gandula/apanha-bolas não é profissão mas, em futebol no Brasil, os que exercem a atividade ganham uma ajuda de cerca de R$ 70 por jogo, além de lanche e vale transporte. Por conta disso, em 2012, o deputado federal José Otávio Germano (PP-RS) fez uma proposta para a regulamentação da atividade de gandula. O projeto prevê que os clubes deixem de contratar os gandulas, passando esta responsabilidade para as federações.
Em 2016, a organização do Aberto do Brasil de Tenis inovou ao utilizar cães treinados como gandulas nos jogos. Apelidados de "Cãodulas", eles foram parte de uma ação promovida pela organização do torneio em parceria com a PremieR pet, que há anos subsidia a alimentação de milhares de cães e gatos de ONGs por todo Brasil.

## Origem do termo
O termo gandula vem do português arcaico "gandulo", que significa pessoa vadia, folgada, pedinte. Ele era usado no Rio de Janeiro já no início da década de 1930 para se referir aos garotos que ficavam vendo os jogos ao redor dos campos de futebol, muitas vezes por horas, sem mais nada para fazer. Esses "gandulos" auxiliavam os jogadores, apanhando as bolas que saíam de campo. Quando em 1939, o Vasco da Gama, clube brasileiro do Rio de Janeiro, trouxe da Argentina um atacante chamado Bernardo Gandulla, o termo já era popular na cidade. A fama do jogador, que atuou em 29 partidas e marcou 10 gols pelo Vasco da Gama, fez com que o termo "gandula" se popularizasse por todo Brasil, associando o termo já conhecido no futebol com um nome famoso do esporte.

### Lenda
A explicação que se popularizou para a origem do nome brasileiro não é verídica: diz a lenda que o jogador Gandulla nunca teria se adaptado ao modo de jogar do Vasco e não teria sido escalado. Tentando mostrar utilidade ao grupo, ele corria atrás da bola para devolvê-la quando ela saía do campo. Uma nobre característica sua seria buscar as bolas não apenas para seu time como também para o adversário, demonstrando uma das primeiras e mais bonitas manifestações do fair play. Sua atitude teria ganho a simpatia da torcida e, após seu retorno à Argentina, seu nome teria passado a ser referência para os que apanham as bolas que saem do campo.
Em 5 de agosto de 1933, antes de o Gandulla virar jogador do Vasco, o jornal Diário da Noite, noticiou o seguinte:
| “ | “Sujeitava-me então á condição de “gandula”. Nem todos sabem o que significa a palavra “gandula”. Cabe, pois sobre ella, uma ligeira explicação: “gandula” é aquelle garoto que fica atrás do goal, para devolver a bola, quando for atirada fóra do campo, por algum “errado” | ” |

A confusão começou porque antes do início do campeonato estadual do Rio de 1940 (um ano após o Gandulla sair do Vasco), a Liga de Futebol do Rio de Janeiro deliberou sugerindo que os clubes tomassem providência para que os “gandulas” fossem implantados:
Diz o texto:
| “ | Oficialização dos "gandulas" e medidas para melhorar o padrão do futebol brasileiro: Diante do que ficou resolvido na reunião dos técnicos, o senhor João Teixeira de Carvalho, assistente da Liga de Futebol, tomou as seguintes deliberações as quais entrarão logo em vigor: [...] f) – Que se sugira aos clubes filiados, para maior rapidez do jogo, a conveniencia de destacarem, como no tenis, garotos para apanharem as bolas nos fundos dos campos | ” |

Embora trate-se de uma lenda com vários registros mostrando tratar-se de uma história falsa, ela foi amplamente aceita nos anos 1960 e hoje ainda é considerada por muitos como verdadeira.

## Trabalho dos gandulas no futebol
| “ | "Compete ao clube que tiver o mando de campo: Administrar um quadro de gandulas, os quais deverão ser treinados para os serviços das partidas, com a exigência de rápida reposição de bola e absoluta neutralidade de comportamento em relação às equipes participantes." | ” |

A FIFA determina que em uma partida de futebol tenham quatorze gandulas, sendo três nas laterais do campo, e quatro atrás de cada gol. Os gandulas a mais são chamados de maratonistas, porque tem a função de buscar as bolas chutadas mais longe.
É de senso comum no mundo do futebol que os gandulas favorecem o time que está jogando em casa. Afinal, são os times da casa que escolhem os gandulas que vão trabalhar no jogo. Existem inúmeros casos de jogadores e/ou treinadores que, no calor da partida, acabam agredindo os gandulas, por estes retardarem o bom andamento da partida.
Como exemplo deste favorecimento, existem dois casos emblemáticos:
- No Morumbi, quando o goleiro Rogério Ceni deixava sua área para cobrar uma falta, os gandulas, para evitar o contra-ataque sem goleiro para o adversário, seguram a bola reserva em vez de deixá-la perto do gol.[12]
- Em 2012, a gandula Fernanda Maia ajudou o Botafogo marcar um gol sobre o Vasco, na final da Taça Rio. Ela jogou a bola rapidamente para cobrança de lateral, o que foi determinante para pegar a defesa cruzmaltina desorganizada em um contra-ataque.[15]

Percebendo que os gandulas estavam sendo mais um "fator casa", e assim irritando os adversário, a CBF criou, em 2012, um “protocolo de procedimentos para gandulas”. Esta medida visou transformar os gandulas em ajudantes, e não mais “jogadores extras” nas partidas.
De acordo com este protocolo, os gandulas devem proceder da seguinte maneira:
- A bola deve ser rolada para os atletas que farão a reposição da mesma ou deixadas no solo, no local do reinício do jogo, fora do campo;[16]
- É proibido rolar a bola para dentro do campo de jogo;[16]
- É proibido jogar a bola na mão do atleta;[16]
- Se houver placas em que os gandulas ficam atrás, ele tem jogar a bola para que ela bata no chão e o jogador se abaixe para pegar a bola. Assim, ele dará a bola para o jogador visitante e mandante do mesmo modo, no chão.[17]

Além disso, desde 2004, em torneios organizados pela Confederação Brasileira de Futebol (CBF), os gandulas não podem ser menores de idade.

## Casos polêmicos e curiosos

#### Gols marcados por gandulas
- Em 1975, o Porto estava enfrentando o Sporting no Estádio das Antas, em jogo válido pela 7° rodada do Campeonato Português. Era uma noite fria e de nevoeiro. Aos 57 minutos Fernando Gomes cabeceou para o gol de Vítor Damas, mas a bola claramente saiu. O gandula jogou a bola para dentro do gol. Quando o bandeirinha foi verificar se a bola realmente tinha saido (devido a pouca visibilidade, ele não conseguia ver claramente) ele verificou que a bola estava dentro do gol e validou-o, mesmo com os protestos da equipe prejudicada.[19]

- Em 2006, em partida válida pelo Grupo 3 da Copa Federação Paulista de Futebol, o Santacruzense, que jogava em casa contra o Atlético Sorocabana, teve um gol validado (pela árbitra Silvia Regina) após um de seus gandulas chutar a bola para dentro do gol. O lance aconteceu após chute para fora do atacante Samuel aos 44 minutos do segundo tempo. A bola bateu na rede pelo lado de fora e parou ao lado de um gandula. Enquanto árbitros e atletas ficaram discutindo sobre o lance, o gandula entrou com a bola dentro de campo e chutou-a para dentro da rede do Atlético Sorocabana. Ao ver a bola dentro do gol, e verificar que não havia furos na rede, a arbitra validou o gol.[20] Dias depois da partida, o Atletico Sorocaba, sentindo-se prejudicado, entrou com uma ação no TJD para tentar anular a partida, com base nas imagens, já que a sumula nada registrou. Por 5 votos a 1, o TJD declarou que não houve erro de direito, e portanto a partida não poderia ser invalidada.[21]

#### Gandula entrando em campo e evitando um gol
Em 2012, na partida entre Sergipe e Guarany, o gandula conhecido pro Rinha deu uma de zagueiro e “salvou” um gol certo do Sergipe. Por ser considerado um corpo estranho que interferiu no jogo, o árbitro deve paralisar a partida e reiniciá-la com um bola ao chão na linha da pequena área paralela a linha de fundo no ponto mais próximo em que houve a interferência.

#### Outros casos curiosos
- Em 2007, no clássico entre São Paulo e Corinthians, no Morumbi, um gandula retardou de propósito a reposição de bola para o goleiro corintiano Marcelo. Foi expulso, mas ovacionado pela torcida são-paulina.[23]
- Também em 2007, no jogo São Bento x Palmeiras, um gandula de Sorocaba vestia a camisa do Corinthians por baixo. E ficava mostrando o escudo aos torcedores. Acabou expulso.[23]
- Ainda em 2007, na Série A-2 Paulista, no clássico Comercial x Botafogo, o gandula Carlos Márcio dos Reis agrediu o goleiro Marcão com uma barra de ferro. Foi suspenso por 30 dias, e o estádio do Comercial, em Ribeirão Preto, interditado até o julgamento.[23]
- Em 2012, a gandula Fernanda Maia, que atuou no jogo Botafogo x Vasco, válido pelo Cariocão daquele ano, repôs a bola rapidamente para um jogador do Botafogo bater o lateral de forma bem rápida. Esta ação colaborou para que o Botafogo pegasse a defesa do vasco desavisada, e fizesse o gol.[24][25]

## Trabalho dos gandulas no tênis
Ser um gandula em um torneio de tênis é uma posição muito procurada. Aspirantes a tenistas profissionais querem esses empregos para maximizar sua exposição a jogadores de fama mundial e seus ambientes.
No tênis, os gandulas ficam localizados em 2 pontos da quadra, a saber:
- Na rede - Cabe a eles retirarem as bolas de dentro da quadra, e reporem aos gandulas de fundo.
- Ao fundo: Os gandulas que ficam ao fundo tem a missão de receber a bola dos gandulas de rede e de jogar a bola para o tenista que irá sacar.

A reposição de bola aos tenistas varia de torneio para torneio. Tem torneio que exige que o gandula estenda as duas maos e reponha a bola que estiver na mão que o tenista sugerir. Já em outros torneios é possivel ver o gandula com uma mao para cima, e a outra nas costas.